# 鹿児島県道76号野間十三番西之表線
鹿児島県道76号野間十三番西之表線（かごしまけんどう76ごう のまじゅうさんばんにしのおもてせん）は、鹿児島県熊毛郡中種子町から西之表市に至る県道（主要地方道）である

## 概要
熊毛郡中種子町野間から西之表市鴨女町に至る。

### 路線データ
- 起点：鹿児島県熊毛郡中種子町野間（鹿児島県道75号西之表南種子線交点）
- 終点：鹿児島県西之表市鴨女町（国道58号交点）

## 歴史
- 1958年（昭和33年）11月1日 - 鹿児島県告示第773号により認定[1]。
- 1972年（昭和47年）3月2日 - 「 路線番号決定公告」により野間十三番西之表線の路線番号として583が付番される[2]。
- 1993年（平成5年）5月11日 - 建設省から、県道野間十三番西之表線が野間十三番西之表線として主要地方道に指定される[3]。

## 路線状況

### 道路施設

#### トンネル
- 種子島空港トンネル：延長335 m、2002年（平成14年）竣工[4]、熊毛郡中種子町
- 種子島トンネル：延長158 m、2000年（平成12年）竣工[4]、西之表市

## 地理

### 通過する自治体
- 熊毛郡中種子町
- 西之表市

### 交差する道路
| 交差する道路                  | 市町村名 | 市町村名 | 交差する場所 | 交差する場所 |
| ----------------------------- | -------- | -------- | ------------ | ------------ |
| 鹿児島県道75号西之表南種子線  | 熊毛郡   | 中種子町 | 野間         | 起点         |
| 鹿児島県道583号新種子島空港線 | 西之表市 | 西之表市 | 安城         |              |
| 国道58号                      | 西之表市 | 西之表市 | 鴨女町       | 終点         |

### 沿線
- 種子島空港
- 西之表市立古田小学校
- 古田郵便局